# Noile aventuri ale lui Winnie de Pluș
Noile aventuri ale lui Winnie de Pluș (engleză The New Adventures of Winnie the Pooh) este un serial de animație american produs de Walt Disney Television Animation. Bazat pe cărțile Winnie de Pluș scrise de A. A. Milne și E. H. Shepard, Noile Aventuri a marcat o premieră, a fost prima dată când un personaj important Disney a fost capul de afiș al unui serial animat, creat pentru televiziune, precum și primul serial de televiziune Disney bazat pe un film de animație important. Serialul a avut premiera cu o difuzare limitată pe The Disney Channel pe 17 ianuarie 1988. Nouă luni mai târziu, serialul s-a mutat pe ABC ca parte a programului lor de sâmbătă dimineața. Episoadele noi au continuat până pe 26 octombrie 1991. Dovedindu-se popular în rândul copiilor și al fanilor mai în vârstă, a rămas la televiziune în Statele Unite timp de aproape două decenii.

## Voci
- Jim Cummings - Winnie de Pluș, Tigru (episoadele 17 A, 33 B, 34 A, 34 B, 35 B, 36 A, 37—50, 52, 53 (cântând), 54 (cântând), 55), alte voci
- John Fiedler - Purceluș
- Steve Schatzberg - Purceluș (episoadele 52 (cântând), 53 (cântând))
- Ken Sansom - Iepure
- Paul Winchell - Tigru (episoadele 1—16, 17 B—33 A, 35 A, 36 B, 51, 53, 54, 55 (niște replici din trecut))
- Peter Cullen - Aiurel
- Michael Gough - Hârciog
- Hal Smith - Cucuvea
- Andre Stojka - Cucuvea (episoadele 53, 54)
- Nicholas Melody - Roo
- Nikita Hopkins - Roo (episodul 55)
- Patty Parris - Kanga, Mama lui Christopher Robin
- Kath Soucie - Kanga (episodul 55)
- Timothy Hoskins - Christopher Robin
- Edan Gross - Christopher Robin (episodul 51)
- Brady Bluhm - Christopher Robin (episoadele 53, 54)
- Willian Green - Christopher Robin (episodul 55)
- Frankie Galasso - Christopher Robin (episodul 54 (cântând))
- Jeff Bennett - Purceluș (episodul 55 (cântând)), Christopher Robin (episodul 55 (cântând))
- John Rhys Davies - Narator (episodul 52)
- David Warner - Narator (episoadele 53, 54)
- Michael York - Narator (episodul 55)

## Dublaj
Dublajul a fost realizat de studiourile Ager Film.
- Florian Pittiș - Winnie de Pluș
- Daniel Stanciu - Purceluș
- Mircea Diaconu - Iepure
- Cristian Popescu - Tigru
- Valentin Teodosiu - Aiurel
- Mihai Bisericanu - Hârciog
- Petre Lupu - Cucuvea
- Vlad Rădulescu - Roo
- Ruxandra Sireteanu - Kanga
- Robert Matescu - Christopher Robin